# Ahmed Yaslam
Ahmed Yaslam (Arabic:أحمد يسلم) (sinh ngày 8 tháng 7 năm 1994) là một cầu thủ bóng đá người Các Tiểu vương quốc Ả Rập Thống nhất. Hiện tại anh thi đấu cho Al Dhafra.